# River Penk
River Penk är ett vattendrag i Storbritannien.   Det ligger i riksdelen England, i den södra delen av landet, 190 km nordväst om huvudstaden London.